# Камень-Великий
Камень-Великий (пол. Kamień Wielki, нім. Groß Kammin) — село в Польщі, у гміні Вітниця Ґожовського повіту Любуського воєводства.
Населення — 796 осіб (2011).

## Демографія
Демографічна структура станом на 31 березня 2011 року:
|          | Загалом | Допрацездатний вік | Працездатний вік | Постпрацездатний вік |
| -------- | ------- | ------------------ | ---------------- | -------------------- |
| Чоловіки | 355     | 82                 | 251              | 22                   |
| Жінки    | 441     | 76                 | 268              | 97                   |
| Разом    | 796     | 158                | 519              | 119                  |